# Actes de Montejurra
La muntanya Montejurra és la ubicació on els carlins celebraven des del final de la Guerra Civil espanyola un Via Crucis anual en commemoració dels morts requetès, ja que aquest lloc havia estat l'escenari, l'any 1873, d'una important batalla durant la Tercera Guerra Carlina, en el record havia situat constituït el Terç de Requetès de Montejurra.
Des de 1954 el Via Crucis va ser organitzat per la Comunió Tradicionalista de Xavier de Borbó i Parma, sent acompanyat d'un acte polític. L'evolució ideològica de la Comunió Tradicionalista la va portar a 1971 adoptar com a nova denominació la de Partit Carlí, organització que actualment segueix celebrant els actes. Els actuals trobades de Montejurra són testimonials reunint a 200 persones. Des dels Fets de Montejurra de 1976 els carlins 
vinculats a una nova i diferent Comunió Tradicionalista constituïda el 1975 no han tornat a pujar la muntanya.

## Història dels actes

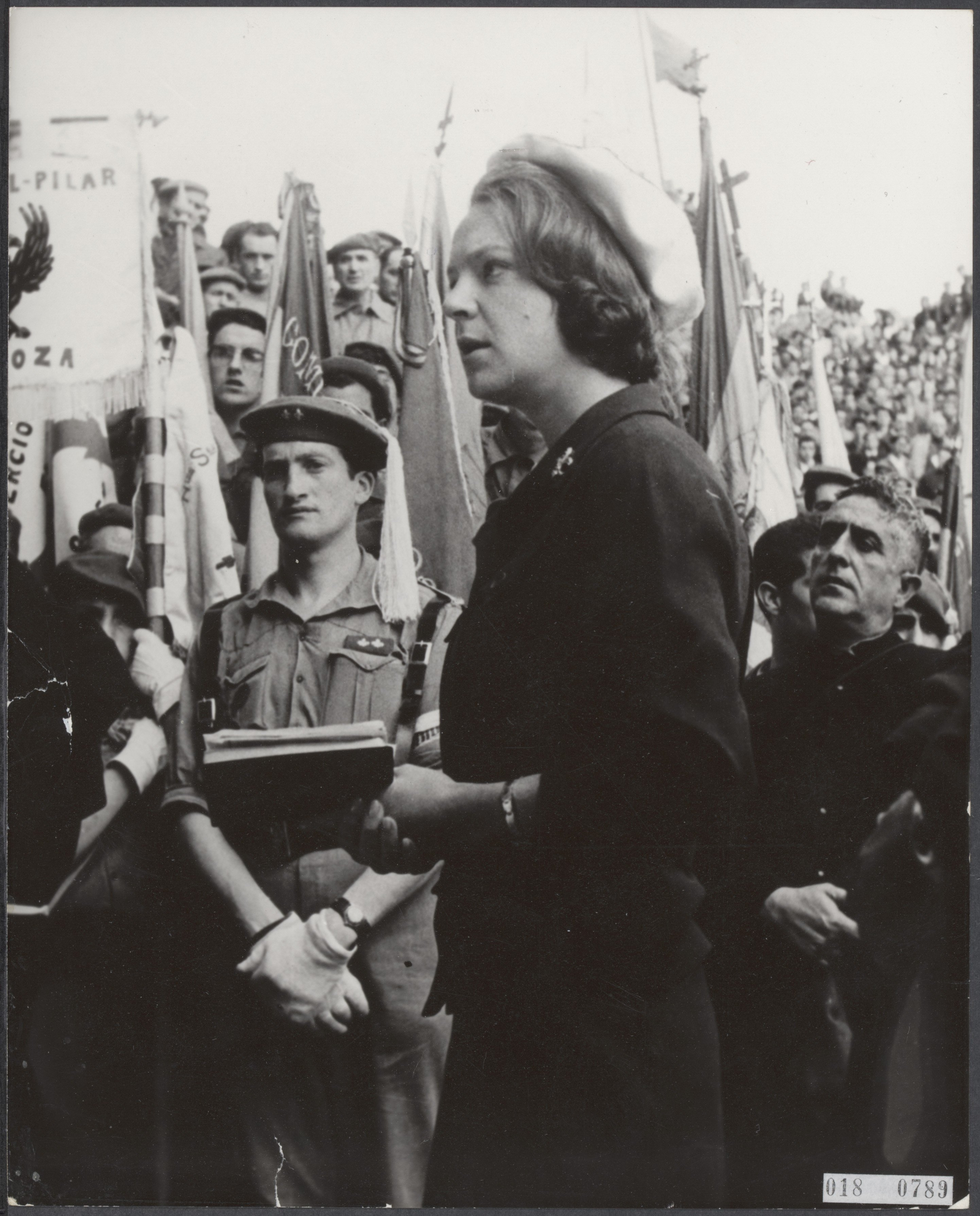
Presidència de la princesa Irene dels Països Baixos en el Via Crucis de Montejurra del 1965.

El 3 de maig de 1939, només un mes després d'acabar la Guerra Civil, un grup de familiars de requetès, principalment del Terç de Montejurra, i l'Ajuntament d'Ayegui van decidir honrar els seus morts en la contesa ascendint en Via Crucis fins al cim que donava nom a aquesta unitat de requetès.
A partir de 1954, amb la substitució de les creus de fusta per altres de pedra, l'acte fins llavors d'àmbit exclusivament navarrès adquiriria projecció política a nivell estatal. Des d'aquest moment l'acte va ser organitzat i controlat per la Comunió Tradicionalista de Xavier de Borbó i Parma.
El 5 de maig de 1957 Carles Hug de Borbó i Parma seria presentat públicament als carlins com a Príncep d'Astúries. El 1958 va tornar a Montejurra, pronunciant un discurs, en el qual afirmarà que «No hi haurà democràcia sense la nostra Monarquia Tradicional», a la qual definirà com «Monarquia Federativa i Sindical», en el seu missatge de Montejurra 1959. En el mateix discurs recordà els morts carlins de la Guerra Civil espanyola, que va definir com a «Croada».
Joan de Borbó també reivindicava la Monarquia Tradicional i havia estat reconegut per alguns tradicionalistes a Estoril, per la qual cosa les faccions xavieristes i joanistes rivalitzarien a Montejurra a partir del 1958.
Durant la dècada de 1960 les concentracions anuals de Montejurra es convertirien en multitudinàries exhibicions de força dels carlins xavieristes, que s'oposaven al possible nomenament com a rei de Joan Carles de Borbó, en qui veien un candidat liberal que podia portar al país un nou "14 d'abril". Hi van arribar a participar al voltant de 100.000 tradicionalistes de tot Espanya, constituint la major concentració de masses al marge del Govern i l'Església.
Com a part de la política d'aproximació al règim franquista de la Comunió Tradicionalista sota la direcció delegada de José María Valiente, l'any 1962 els actes van destacar pel seu acostament a la Falange. Hi van participar els dirigents i oradors José Ángel Zubiaur i José Luis Zamanillo, secretari nacional del Requetè, i el príncep Carles Hug, que va sobrevolar la muntanya amb una avioneta. Va comptar amb les adhesions del capità general de Madrid Rafael García Valiño, del ministre secretari del Moviment José Solís Ruiz, de Raimundo Fernández-Cuesta i de Miguel Primo de Rivera y Sáenz de Heredia. La premsa del règim va definir la convocatòria com un «cant a la unitat entre els qui van combatre a la Croada».
Seran especialment expressius de la transformació que començava a experimentar el carlisme en aquesta època els actes de Montejurra de 1965, que van estar centrats en la demanda d'una democràcia social i federal sota el lema "Monarquia, Pau, Poble, Democràcia". Un dels oradors aquest any va ser Manuel Pérez de Lema, Delegat Nacional del Moviment Obrer Tradicionalista (MOT), que va dissertar sobre "La Democràcia".
Al Montejurra de 1966 Carles Feliu de Travy reivindicarà el concepte de "llibertat cristiana" com a participació en la vida pública de la comunitat. Un altre dels oradors va ser José Ángel Zubiaur, que reclamaria la derogació del decret de 1937 d'abolició dels concerts econòmics de Biscaia i Guipúscoa i la reintegració foral plena per a totes les regions d'Espanya.
Al Montejurra de 1967 un dels oradors seria Joan Besa Esteve.
Al Montejurra de 1968, Xavier de Borbó en el seu missatge al poble carlista va reclamar l'aplicació de les normes del Concili Vaticà II en la societat i en l'estat espanyols. Els oradors d'aquest any van ser Auxilio Goñi Donázar, procurador en Corts pel terç familiar, i Santiago Coello Cuadrado. L'endemà el diari carlí El Pensamiento Navarro seria segrestat per reproduir el discurs d'Auxilio Goñi. En mig d'una profunda divisió entre la militància entre els partidaris de continuar amb el tradicionalisme i els defensors d'un nou carlisme progressista, en la concentració fou agredit Roberto Gonzalo Bayod pels progressistes.
Al Montejurra de 1969, el primer després de l'expulsió de la Família Borbó Parma del territori espanyol pel Govern franquista, i en el qual va tornar a intervenir com a orador José Ángel Zubiaur, es van produir enfrontaments violents entre milers de joves carlistes i les forces d'ordre públic:
| « | L'Estat es va mostrar disposat a arribar fins on fes falta per aclarir el terreny a Joan Carles i treure del mig als carlins. Al maig de 1969, en els actes de Montejurra es va cridar "Franco és un traïdor, sí, senyor!", Es va cremar i va trepitjar un retrat del Caudillo i va haver-hi seriosos incidents entre diversos milers de joves i les forces repressives. Es va escalfar tant l'ambient que, davant la possibilitat que els manifestants es desplacessin a Iruñea, s'havia decidit recórrer a una acció de força. Un informe reservat indicava que: "Els esdeveniments anaven adquirint tal gravetat que el Governador Civil va estar en contacte directe amb Madrid i se sap que d'haver-se realitzat la marxa sobre Pamplona s'hagués produït un dia de dol, ja que la intenció de la primera autoritat civil de Navarra va ser, fins i tot, haver ordenat a les forces disparar contra els manifestants". | » |

Al començament dels anys 70, va disminuir exponencialment el nombre de participants, quedant reduït a uns 5.000 segons Francisco Javier Caspistegui.
Amb motiu del Montejurra de 1971 la Junta de Govern del Partit Carlí va realitzar una Declaració, plantejant el «Reconèixer el ple dret dels pobles que configuren Espanya perquè puguin voluntàriament constituir la Federació de les Repúbliques Socials, que asseguri la seva unitat».
Amb motiu del Montejurra de 1972, el missatge de Xavier de Borbó al Poble Carlista va reivindicar «la Monarquia Socialista» com a expressió del «Pacte Poble-Dinastia».
El 9 de maig de 1976, en els inicis de la Transició, en el romiatge anual, els carlins tradicionalistes seguidors de Sixte de Borbó-Parma, amb l'ajut del franquisme polític que encara controlava els ressorts de l'Estat, van voler «reconquerir Montejurra» i es va produir un enfrontament amb els partidaris de Carles Hug, provocant dos morts, que el 2003 serien reconeguts oficialment com a «víctimes del terrorisme».
L'any 1977 el Govern va prohibir l'acte de Montejurra, tot i que el Partit Carlí va mantenir la convocatòria. Finalment la Guàrdia Civil i la Policia Armada van impossibilitar l'accés dels carlins a la muntanya, per la qual cosa els actes del Partit Carlí van ser celebrats al Castell de Javier.
Al Montejurra de 1978, el primer després de la legalització del Partit Carlí, van intervenir Mariano Zufía Urrizalqui, secretari general de EKA, José María de Zavala, secretari general federal, i Carles Hug. Segons el diari El País assistirien entre 6.000 i 8.000 persones.
Al Montejurra de 2006 es va celebrar un acte d'homenatge a diversos requetès militants del Partit Carlí.